# Bruno Arturowitsch Freindlich
Bruno Arturowitsch Freindlich (russisch Бруно Артурович Фрейндлих, wiss. Transliteration Bruno Arturovič Frejndlich; * 27. Septemberjul. / 10. Oktober 1909greg. in Sankt Petersburg; † 9. Juli 2002 (nach anderen Angaben 7. Juli 2002) ebenda) war ein sowjetischer Schauspieler.

## Leben
Bruno Freindlich wurde in einer Glasbläser-Familie deutscher Abstammung geboren.
Seit 1931 war er am Leningrader Theater der Arbeiterjugend und später am Theater der jungen Zuschauer tätig. Mit dem Beginn des Großen Vaterländischen Krieges wurde die Truppe nach Beresniki evakuiert. Nach dem Krieg wurde Freindlich in die Truppe des Großen Gorki-Dramentheaters aufgenommen, wo er zwei Jahre lang mitspielte. Seit 1948 gehörte er der Truppe des Alexandrinski-Theaters an.
Freindlich wurde auch als Filmschauspieler bekannt.
Familie
Bruno Freindlich war zweimal verheiratet und hatte zwei Töchter. Seine Tochter aus erster Ehe, Alissa Freindlich, ist ebenfalls eine bekannte Schauspielerin.

## Filmografie (Auswahl)
- 1949: Das erste SOS (Александр Попов)
- 1950: Melodie des Lebens (Мусоргский)
- 1952: Rimski-Korsakow (Римский-Корсаков)
- 1955: Die zwölfte Nacht (Двенадцатая ночь)
- 1957: Don Quichotte (Дон Кихот)
- 1958: In den Tagen des Oktober (В дни Октября)
- 1958: Die nach uns kommen (Отцы и дети)
- 1964: Der Staatsverbrecher (Государственный преступник)
- 1968: Tote Saison (Мёртвый сезон)
- 1969: Tschaikowski (Чайковский)
- 1973: Zement (Цемент)
- 1976: Das geht mich nichts an (Меня это не касается)
- 1978: Eine Liebeserklärung (Объяснение в любви)
- 1985: Die Schlacht um Moskau (Битва за Москву)
- 1989: Stalingrad (Сталинград)

## Auszeichnungen
- 1951 – Stalinpreis
- 1957 – Volkskünstler der RSFSR
- 1974 – Volkskünstler der UdSSR
- 1979 – Orden der Völkerfreundschaft
- 1989 – Orden des Roten Banners der Arbeit
- 1994 – Orden der Ehre
- 1999 – Verdienstorden für das Vaterland 4. Klasse